# Tortella nano-tortuosa
Tortella nano-tortuosa là một loài Rêu trong họ Pottiaceae. Loài này được (Müll. Hal.) Watts & Whitel. miêu tả khoa học đầu tiên năm 1902.